# Мамудзу
Мамудзу (фр. Mamoudzou) је главни град француске прекоморске територије Мајот у Индијском океану. Са својих 57.281 становника то је највеће насеље овог острва. 
До 1977. главни град је било место Џауџи (Dzaoudzi).

## Демографија
| 1991.  | 1997.  | 2002.  | 2007.  | 2012.  |
| ------ | ------ | ------ | ------ | ------ |
| 20.307 | 32.733 | 45.475 | 53.022 | 57.281 |